# Унхулюм
Унхулюм (устар. Ун-Хулюм) — река в России, протекает по Ханты-Мансийскому АО. Устье реки находится в 72 км по правому берегу реки Малая Сосьва. Длина реки составляет 63 км.
Берёт начало из озера Ун-Юштув на высоте 17 м нум.

## Данные водного реестра
По данным государственного водного реестра России относится к Нижнеобскому бассейновому округу, водохозяйственный участок реки — Северная Сосьва, речной подбассейн реки — Северная Сосьва. Речной бассейн реки — (Нижняя) Обь от впадения Иртыша.
Код объекта в государственном водном реестре — 15020200112115300028824.